# Agrile du Bouleau
Espèce
L'agrile du bouleau (Agrilus anxius) est une espèce d'insectes coléoptères de la famille des Buprestidae présente au Nord de l'écozone néarctique.
Il s'attaque à toutes les espèces de bouleaux (genre Betula), mais surtout aux arbres affaiblis (déshydratés, âgés, abîmés mécaniquement...). Sa larve creuse des galeries sous l'écorce, gênant la circulation de la sève. On peut remarquer le jaunissement suivi d'une chute prématurée des feuilles à la cime des arbres atteints. Ce sont parfois les prémices de la mort de l'arbre.

## Photos

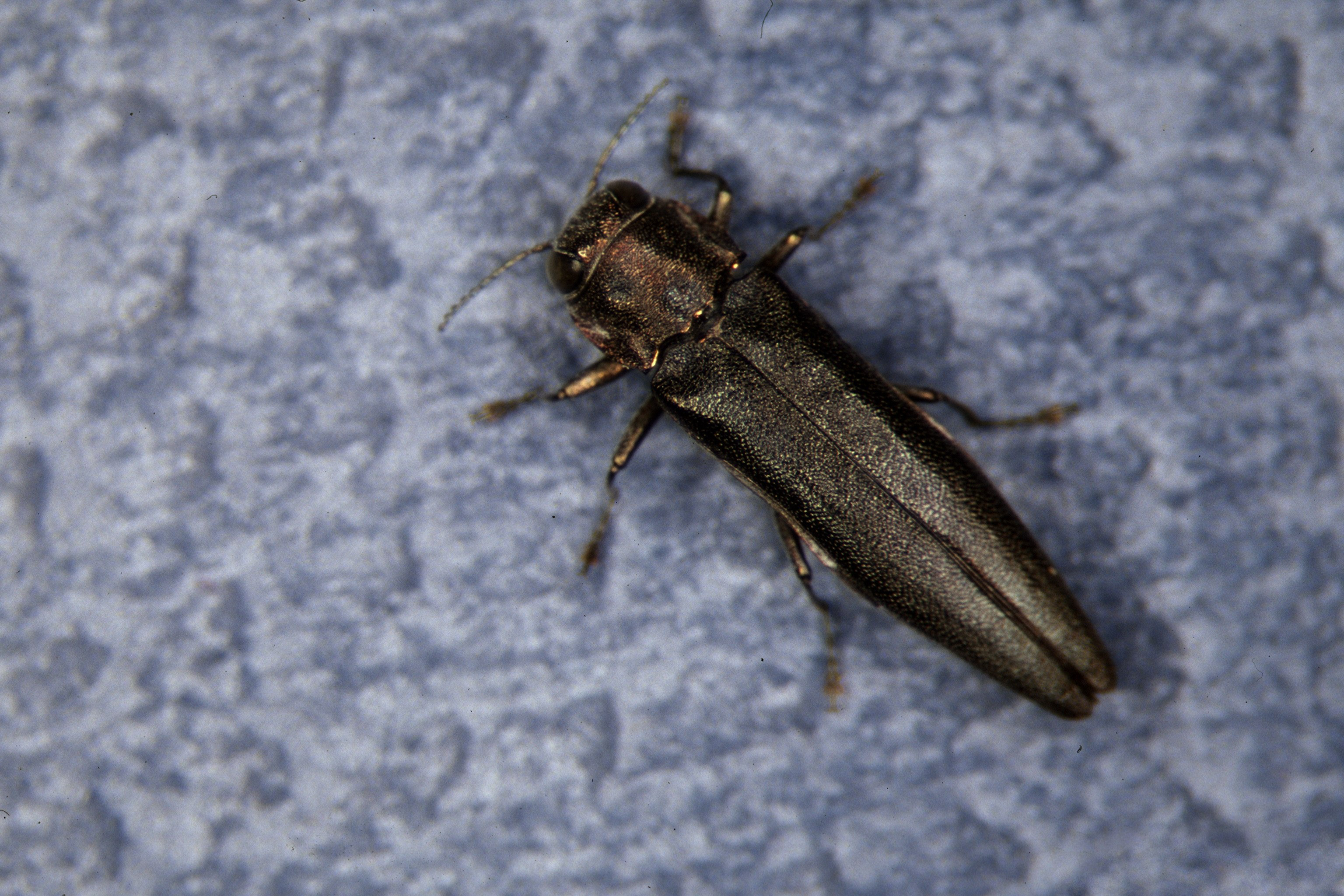
agrile
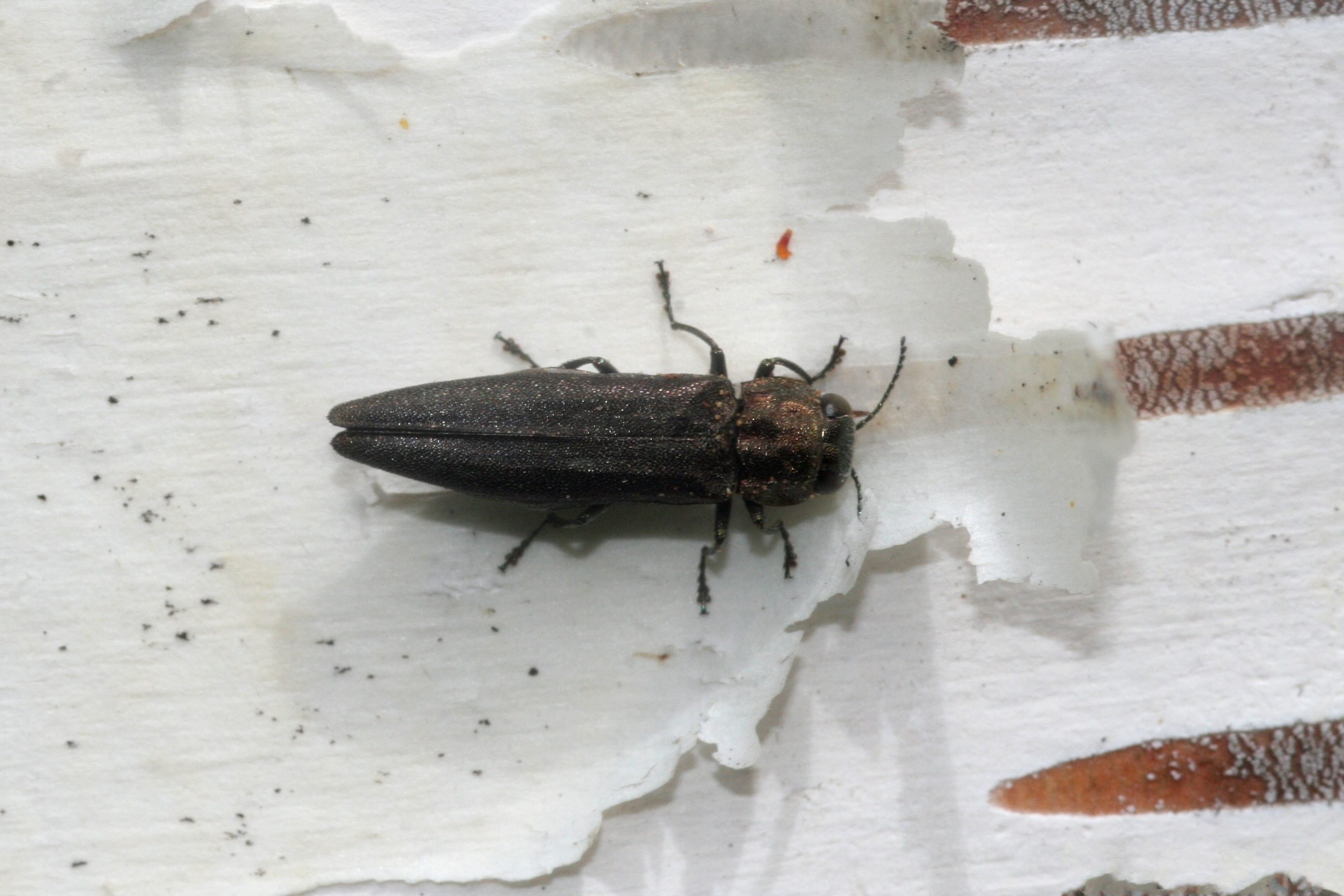
agrile
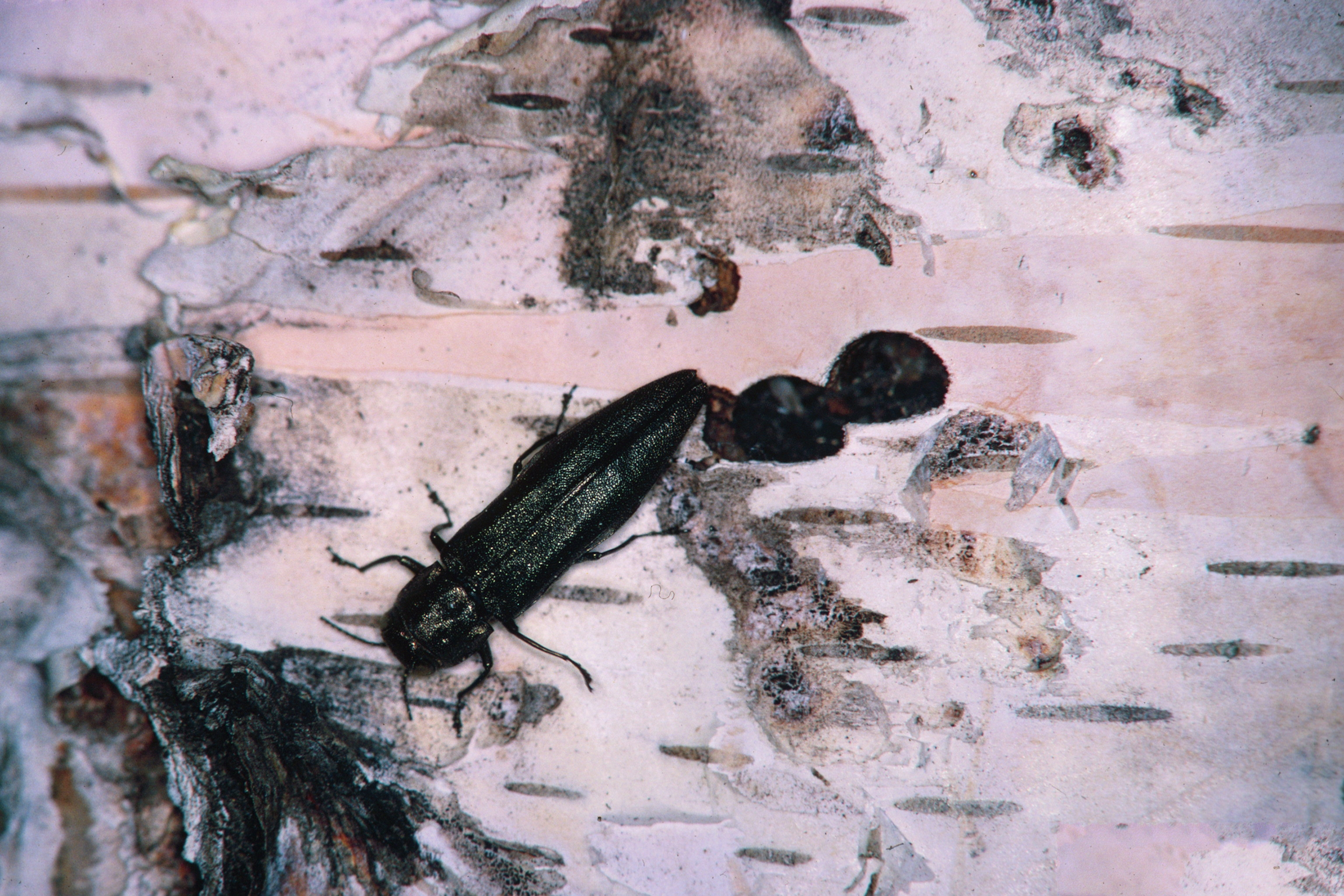
agrile et son trou
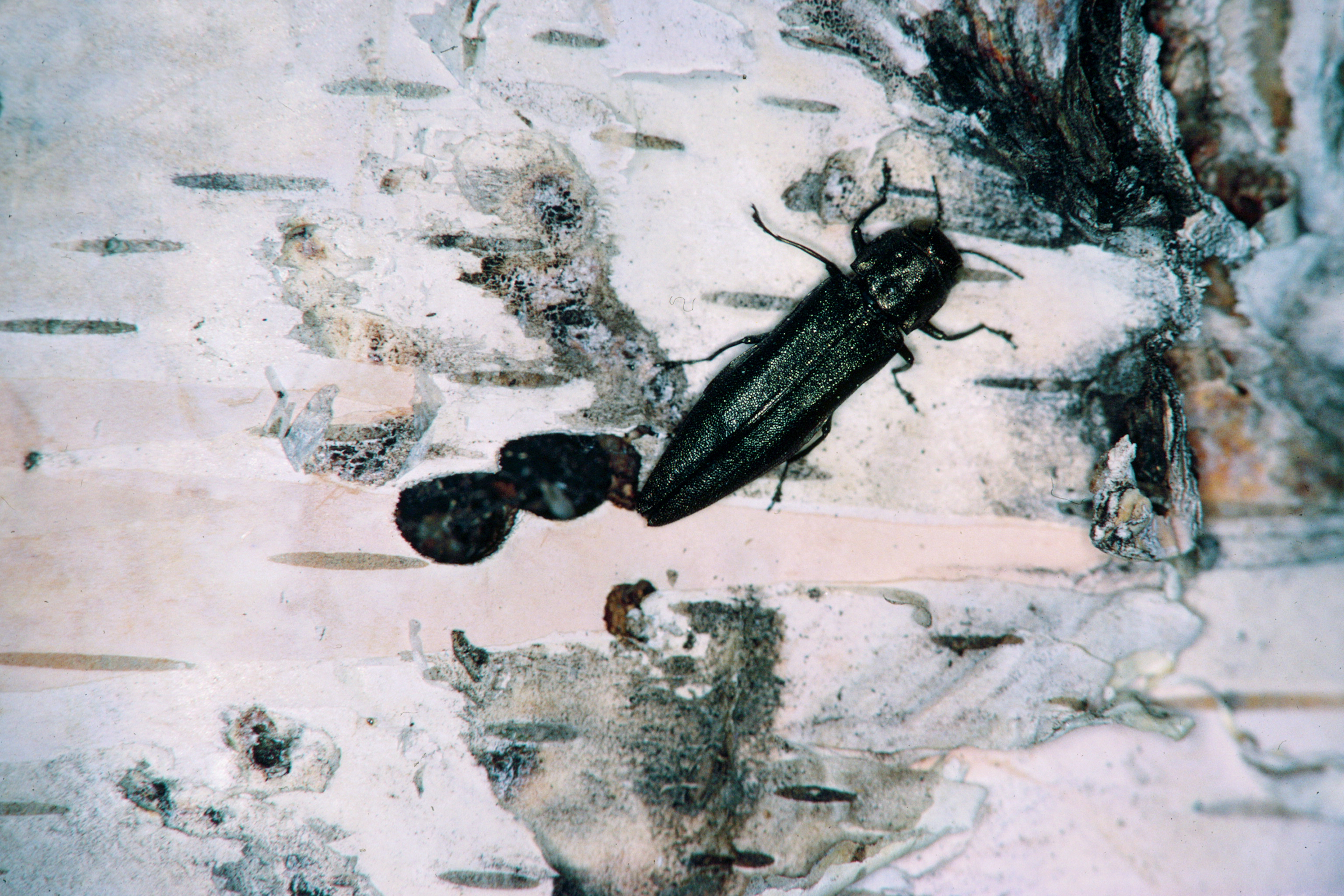
agrile et son trou
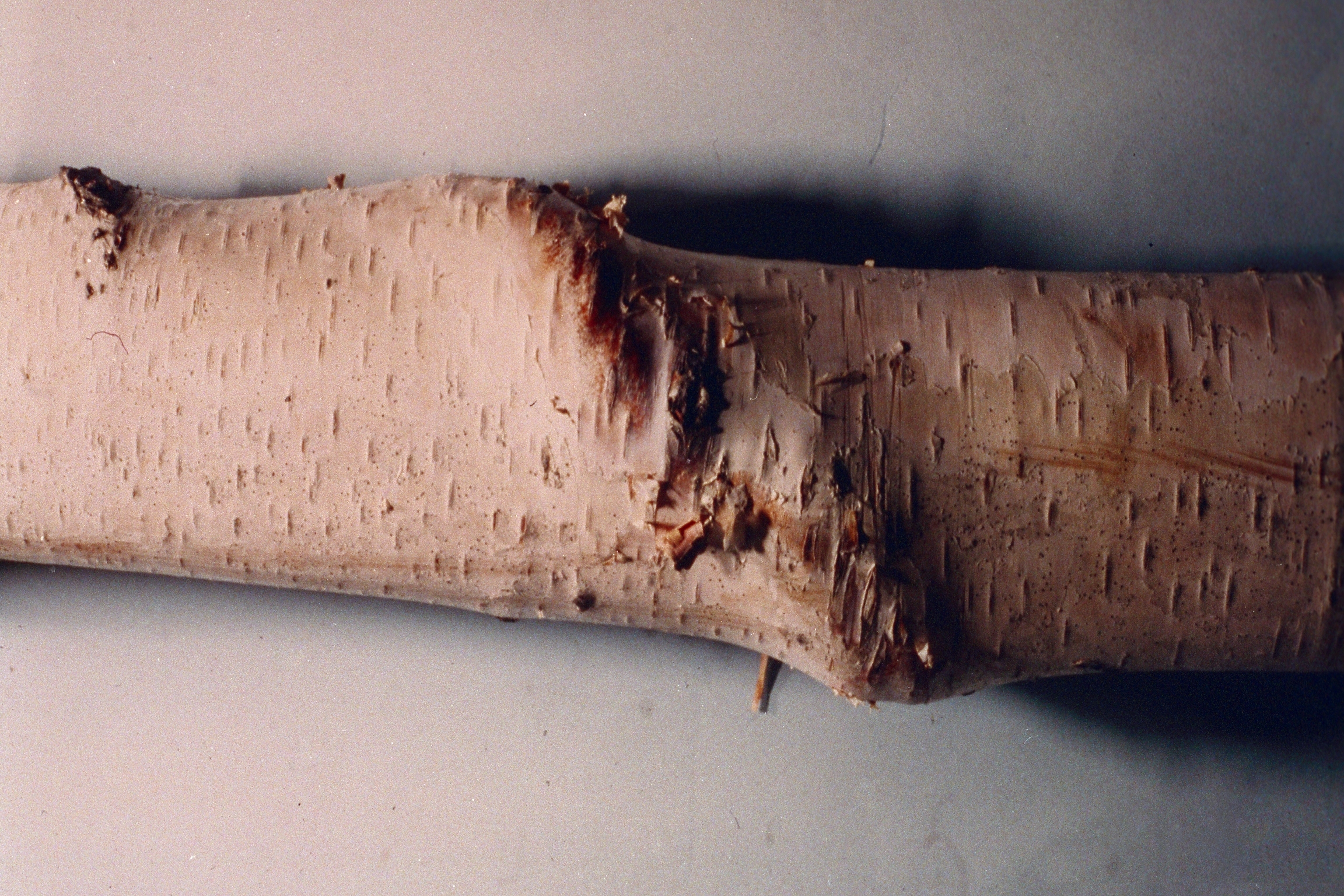
déformations du tronc dues à l'agrile
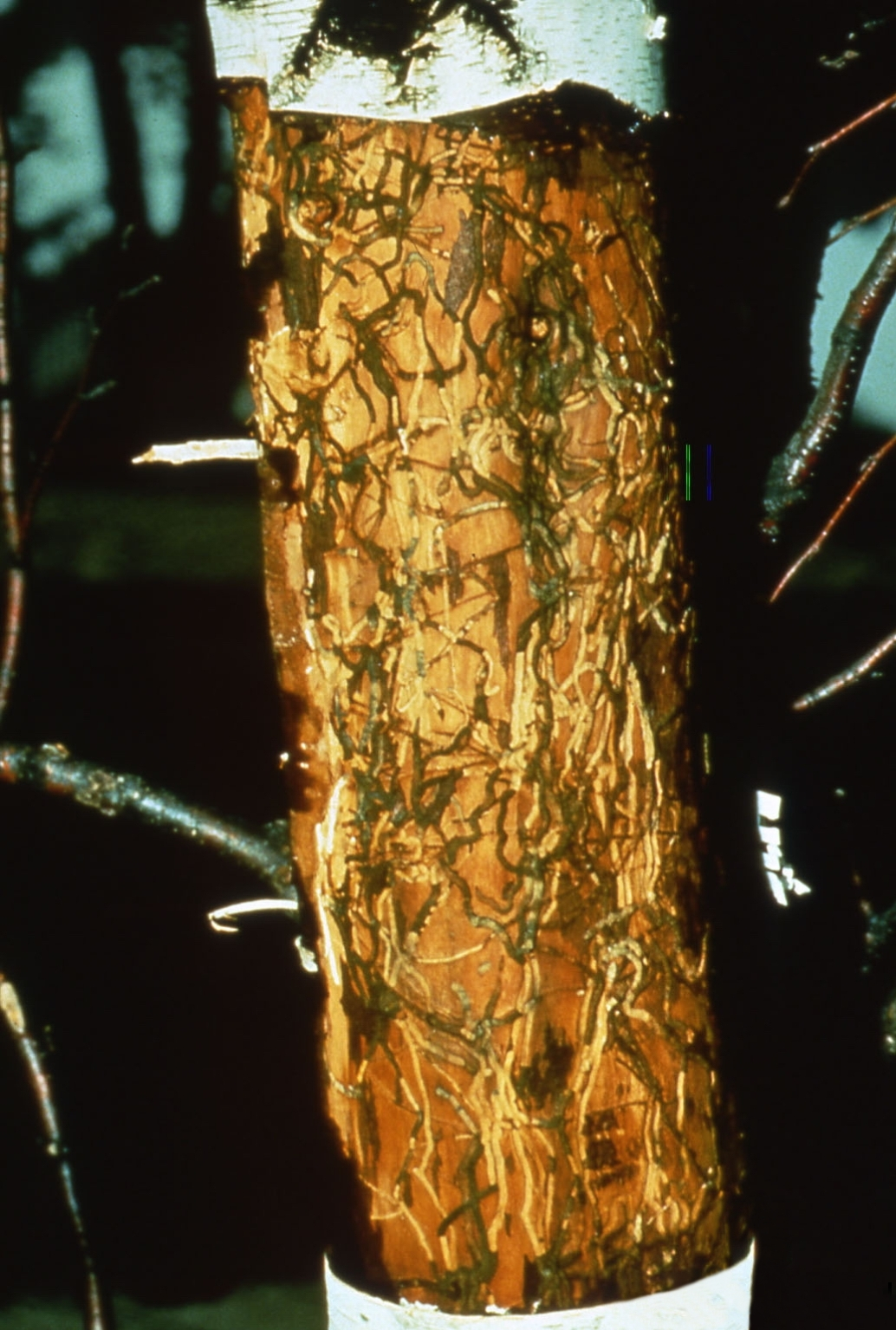
galeries sous l'écorce